# أولي تايلور
أولي تايلور (بالإنجليزية: Ollie Taylor)‏ مواليد 7 مارس 1947 في نيويورك، هو لاعب كرة سلة أمريكي سابق. اختير من قبل فريق كليفلاند كافالييرز خلال الدرافت. بلغ طوله 6 قدم 2 بوصة (1.9 م). لعب كرة السلة الجامعية في جامعة هيوستن. لعب مع بروكلين نتس.

## روابط خارجية
- أولي تايلور على موقع سبورتس رفرنس (الإنجليزية)
- أولي تايلور على موقع كلية كرة السلة في سبورتس رفرنس.كوم (الإنجليزية)
- أولي تايلور على موقع ريلجم (الإنجليزية)